# Crinipus pictipes
Crinipus pictipes là một loài bướm đêm thuộc họ Sesiidae. Nó được tìm thấy ở Zambia.